# ТОЗ-34
ТОЗ-34 — двуствольное охотничье ружьё лёгкого типа с вертикальным расположением и низкой посадкой стволов, предназначенное для промысловой и любительской охоты. Разработано конструктором-оружейником Николаем Коровяковым, производилось на Тульском оружейном заводе. В ассортименте выпускаемых заводом ружей были варианты ТОЗ-34 со стволами 12-го, 20-го, 28-го и 32-го калибров, а также варианты с резиновыми и пластиковыми затыльниками, с наличием эжектора или его отсутствием. На базе этого ружья было разработано несколько модификаций с разными стволами под разные патроны. Ружьё ТОЗ-34 стало одним из наиболее популярных охотничьих ружей в СССР и России.

## История разработки и выпуска
Основные идеи для модели ружья ТОЗ-34 разработал конструктор-оружейник Н. И. Коровяков; в его создании также принимали участие В. П. Очнев, В. А. Парамонов и С. С. Ферапонтов. Все конструкторы в дальнейшем были удостоены премии имени С. И. Мосина. Модель ТОЗ-34 стала не только первым лёгким ружьём 12-го калибра, серийно выпускавшимся в СССР, но и самым лёгким по массе двуствольным охотничьим оружием этого калибра. Данное ружьё было предназначено как для любительской и промысловой охоты, так и для стрелков-спортсменов. Ружьё выпускалось на Тульском оружейном заводе с 1963 года, его крупносерийный выпуск осуществлялся с 1969 года.
Изначально ружьё ТОЗ-34 было спроектировано исключительно под ствол 12-го калибра, но Тульский оружейный завод заявил о планах выпускать ружьё с дробовыми стволами от 12 до 32 калибра и в сочетании с нарезными стволами разного калибра. Заводом выпускались ружья ТОЗ-34 следующих калибров — 12-го (диаметр ствола 18,5 мм при допуске +0,2 мм), 20-го (диаметр ствола 15,7 мм при допуске +0,2 мм), 28-го (диаметр ствола 14 мм при допуске +0,2 мм) и 32-го калибров (диаметр ствола 12,5 мм при допуске +0,25 мм, выпуск только для внутреннего рынка). Первыми начали выпускаться ружья 12-го и 28-го калибров, позже стали выходить ружья 20-го и 32-го калибров. В 1965 году ружьё ТОЗ-34 было награждено золотой медалью Лейпцигской ярмарки за конструктивную оригинальность, поскольку значительно отличалось от известных к тому моменту отечественных и иностранных ружей.
По словам главного конструктора Тульского оружейного завода Владимира Парамонова, ружья ТОЗ-34 применялись надёжно и безотказно во всех климатических поясах СССР благодаря простой конструкции ударно-спускового механизма и боевых пружин, а для проверки работоспособности всех узлов и механизмов один экземпляр ружья, бравшийся из числа упакованных для отправки, ежегодно подвергался всесторонним испытаниям на государственной испытательной станции (ГИСе) в крайне жестких условиях перепада температур, запыления и дождевания. Каждое из выпускавшихся ружей проходило обязательную проверку не только работы и взаимодействия деталей и механизмов, но и прочностных характеристик ружья в целом и стволов отдельно. После завершения комплексных испытаний ружья в различных климатических условиях и природных зонах (тундра, тайга, лесостепь, горы) в 1968 году началось производство новых ружей типа ТОЗ-34E, отличавшихся наличием эжекторного устройства. В 1970 году ружьям ТОЗ-34 и ТОЗ-34Е был присвоен Государственный знак качества СССР, а в 1972 году ружьё ТОЗ-34 было награждено Золотой медалью на Всемирной выставке спортивно-охотничьего оружия в Париже.
В 1974 году были изготовлены первые образцы ружей ТОЗ-34 28-го и 32-го калибров, которые после завершения испытаний экспонировались на выставках-продажах в Петрозаводске и Якутске в 1976 году. Ружья 28-го калибра начали выпускаться в 1976 году — по заявлению начальника Главкооппушнины Центросоюза В. А. Полецкого, для нужд охотников было выделено 9 тысяч новых ружей подобного калибра. На базе конструкции ТОЗ-34 также были разработаны штуцер ТОЗ-55 «Зубр», комплектуемый блоками сменных стволов; спортивные ружья ТОЗ-57, к которым относились модификации ТОЗ-57К для стрельбы на круглом стенде и ТОЗ-57Т для стрельбы на траншейном стенде (их выпуск был прекращён к 1989 году); и комбинированные ружья ТОЗ-34-5,6/20 и ТОЗ-34-5,6/28 с верхним нарезным стволом и нижним гладким стволом.
По состоянию на 1975 год ружьё ТОЗ-34 поставлялось в Югославию, Польшу, Швецию, Австрию и ФРГ; по состоянию на начало 1985 года ружья ИЖ-27 и ТОЗ-34 являлись самыми распространенными моделями охотничьих ружей в СССР и предлагались на экспорт в другие страны. Ружья 12-го и 28-го калибров выпускались серийно в рядовом, штучном и сувенирном исполнении, в то время как ружья 20-го и 32-го калибров выпускались в ограниченном количестве. В дальнейшем ТОЗ-34 и все модели ружей, созданные на его базе, стали активно заменяться новыми ружьями ТОЗ-84 различных модификаций. Тем не менее ТОЗ-34 продолжали выпускаться на Тульском оружейном заводе и в 1990-е годы, несмотря на то, что ряд факторов не позволяли заводу нормально работать (по словам директора Тульского оружейного завода Н. Д. Масленникова, в 1995 году отпускная цена производимых образцов становилась в 5—6 раз выше себестоимости). По состоянию на 1987 год Тульский оружейный завод высылал запчасти к ряду ружей (в том числе ТОЗ-34 и ТОЗ-34Е), но при этом не высылал стволы и ствольные коробки. По состоянию на 2006 год ружьё ТОЗ-34 всё ещё оставалось распространённым среди охотников и участников стрелковых соревнований, несмотря на популярность новых моделей наподобие МЦ-108. По данным журнала «Охота» за 2022 год, в период с 1965 года по начало 1990-х годов было выпущено более 1,5 миллиона экземпляров ружей ТОЗ-34.
На момент начала выпуска ориентировочная стоимость ружья варьировалась от 150 до 180 рублей для модели без эжекторного устройства. В 1987 году цена ТОЗ-34 составляла не менее 297 рублей, в сувенирном исполнении — до 5 тысяч рублей (в зависимости от варианта исполнения стоимость могла даже превышать 5,5 тысяч рублей, а к ружью мог прилагаться футляр с соответствующим оформлением); цена ружья ТОЗ-55 «Зубр» составляла в том же 1987 году 1900 рублей. На сентябрь 1994 года экземпляр ТОЗ-34 стоил от 413 тысяч до 1,4 млн рублей в зависимости от исполнения. По данным газеты «КоммерсантЪ», в 2000 году ружьё ТОЗ-34 12-го калибра стоило в охотничьих магазинах Москвы в среднем 3500 рублей. По состоянию на 2022 год стоимость одного ружья ТОЗ-34 оценивалась в 5—15 тысяч рублей.

## Конструкция ружья

### Общая характеристика
ТОЗ-34 — это бескурковое двуствольное охотничье ружьё с вертикально расположенными стволами. Все ружья этого семейства отличаются строгими формами, обладают хорошими балансом и прикладистостью, а также обеспечивают высокую кучность боя. Масса ружья 12-го калибра с пластмассовым затыльником достигает 3,15 кг, с резиновым амортизатором — 3,2 кг (хотя встречаются ружья весом от 2,9 до 3 кг). Ружья малых калибров (28-го и 32-го) имеют ту же конструкцию, что и ружья 12-го калибра. Размеры колодки у них такие же, как у ружья 12-го калибра, что приводит к возрастанию их массы. Так, масса ружья 12-го калибра может достигать 3,2 кг, ружей 28-го и 32-го калибров — 3,1 кг. При этом увеличенный вес позволяет использовать патроны с усиленными зарядами пороха и снарядами дроби, что повышает мощность ружей примерно до уровня ружей 20-го калибра. Длина ствола составляет 700—720 мм у ружей 12-го калибра, у других калибров находится в пределах 660—675 мм. Габариты ружья ТОЗ-34 на примере 12-го калибра: 1150 х 55 х 210 мм. Длина патронника вне зависимости от калибра составляет 70 мм (такой же является длина гильзы). Стволы ружья отъёмные, расположены в вертикальной плоскости. Диаметр бойков — 2,5 мм. Каналы стволов и патронники хромированы, что облегчает уход за ружьём и обеспечивает его долговечность. Ружьё имеет указатели взведения курков. Прицельная планка может быть как обычной, так и вентилируемой.
Ложа ружья изготавливается из ореха, бука или берёзы с пистолетной (реже прямой) шейкой, а также может иметь выступ под щеку, что делает ружьё удобным в обращении. В дальнейшем шейку убрали с приклада, оставив её лишь на сувенирных и подарочных ружьях. Цевьё — неотъемное, состоит из двух частей, крепится к стволам двумя винтами, плотно прилегает к поверхности стволов, имеет в сечении удобную для охватывающей ладони форму. На первых образцах ТОЗ-34 цевьё было угловатым, однако позже его сделали более округлым. В 1970-е годы предпринимались попытки выпуска ТОЗ-34 с трапециевидным цевьём, но позже от этой затеи производители отказались, вернув цевью округлые формы. Металлические детали имеют художественную гравировку.

### Характеристики стволов
Ствол ТОЗ-34 обладает максимальной толщиной у казённой части и в последней четверти, что снижает вибрацию при выбросе заряда и обеспечивает высокую точность при стрельбе. Особенностью конструкции ружья является расширение канала сразу за патронником, что стабилизирует скорость полёта заряда по стволу. Стандартное дульное сужение для нижнего ствола номинально равняется 1 мм, для верхнего ствола — 1,25 мм. Номинальное сверление стволов ружей 12-го калибра — получок для нижнего и чок для верхнего, однако встречаются ружья с дульными сужениями в нижнем стволе до 0,8—1,0 мм и в верхнем стволе до 1,1—1,3 мм. Дульные сужения стволов могут также иметь размеры 0,5—1,3 мм для верхнего ствола и 0,3—1 мм для нижнего ствола. Согласно выпуску журнала «Охота и охотничье хозяйство» за 1987 год, у ружей 20-го калибра дульные сужения составляли 0,5 мм для нижнего ствола и 1 мм для верхнего; у ружей 28-го калибра — 0,4 и 0,6 мм соответственно, у ружей 32-го калибра — 0,3 и 0,5 мм соответственно (эти же данные приводятся во 2-м издании «Советов начинающему охотнику» 1993 года выпуска). По данным, приводимым А. В. Кузьминским за 2002 год, дульные сужения ружей 12-го калибра составляли уже 0,6 мм для нижнего ствола и 1 мм для верхнего ствола; у 20-го калибра — соответственно, 0,4 и 0,7 мм; у 28-го калибра — 0,4 и 0,6 мм; у 32-го калибра — 0,3 и 0,5 мм. На первых моделях дульные сужения в стволах были сильнее стандартных, что позволяло точно бить дробовым зарядом на более дальнее расстояние.
Для охоты на разных зверей и птиц используются разные стволы. В частности, ружьё 12-го калибра с чоками используется охотниками, отправляющимися на утиный пролёт; стволы 12-го калибра с цилиндрической сверловкой используются при охоте на бекасов; стволы 28-го калибра — при охоте на белок; нарезные стволы калибра 9 мм — для охоты на копытных. Отмечается, что при стрельбе из стволов 12-го калибра с цилиндрической сверловкой точность попадания выше, чем при стрельбе из тех же стволов с чоками. Ружья с гладкими стволами 20-го, 28-го и 32-го калибров в целом предназначены для промысла мелкого пушного зверя в тайге и для охоты на перепела, а 28-й калибр используется для охоты на мелкого пушного зверя, рябчика и перепела.

### Соединение стволов со ствольной коробкой
Соединение стволов со ствольной коробкой у ТОЗ-34 осуществляется, в отличие от других образцов, не с помощью традиционного поперечного шарнирного болта, а с помощью рамки запирания и кольцевых шарниров — двух секторных выступов на боковых поверхностях ствольной муфты, с секторными пазами на внутренних поверхностях щек ствольной коробки. Кольцевые шарниры частично срезаны, и подобное соединение называется цапфенным. Отказ от поперечного болта и отсутствие лишнего металла позволили посадить стволы ружья на 18—20 мм глубже в ствольную коробку и упрочнить их соединение с ней, а также снизить высоту ствольной коробки, уменьшить габариты ружья и вес оружия. В конструкции ружья отсутствовали подствольные крюки, что обеспечивало низкую посадку стволов в коробке и низкий профиль ружья в целом: центр тяжести смещался к низу, что повышало устойчивость ружья в руках и уменьшало его «свальчивость». Подствольные крюки заменялись кольцевыми шарнирами. Рычаг для отпирания ружья находится сверху, запирание стволов — одинарное, запорной рамкой на крюк стволов. Боевые пружины имеют подковообразную форму. Ружьё всегда комплектовалось запасной парой боевых пружин в связи с тем, что они были крайне недолговечными и часто ломались; отличием пружин были крайне короткие плечи.
Для соединения стволов со ствольной коробкой сначала отводится вправо рычаг запирающего механизма; максимально выдвигаются эжекторы; нижние концы секторных выступов ствольной муфты приставляются к верхней части секторных выемов ствольной коробки, а затем выступы плавно вводятся в выемы. Казённая часть стволов входит в ствольную коробку, передние концы взводителей курков совмещаются с фигурными выемками ствольной муфты. Так происходят соединение стволов со ствольной коробкой и фиксация. При дальнейшем поворачивании стволы будут заперты клиновидной рамкой, входящей в нижний паз ствольной муфты. Фиксацию стволов в ствольной коробке при их открывании обеспечивают взводители курков, входящие в фигурные выемки в нижней части с боков ствольной муфты, а также секторные выступы стволов, соответствующие им секторные пазы ствольной коробки и клин запирающего механизма. Стенки ствольной коробки и полочки паза были очень тонкими, в связи с чем использование мощных зарядов в ТОЗ-34 не рекомендовалось из-за риска разрушения ружья при выстреле.
В ружье ТОЗ-34Е с эжекторным механизмом при открывании стволов рычаги взведения отжимают другие рычаги, которые поворачиваясь, поднимают упоры вверх. Поднятые упоры останавливаются на пути перемещения ударников и своими выступами удерживают их. Верхние скосы ствольной коробки взаимодействуют с нагнетателями, выдвигая их одновременно с выталкивателями. При своём движении нагнетатели сжимают пружины, в конце открывания стволов они своими скосами взаимодействуют с выступами упоров и выводя упоры в зацепление с ударниками, которые взаимодействуют с выталкивателями, выбрасывающими стреляные гильзы из патронников.

### Ударно-спусковой механизм
Запатентованная конструкция ТОЗ-34 отличается от конструкции многих других охотничьих ружей и не повторяется ни одной советской или российской моделью. Уникальным можно считать и ударно-спусковой механизм этого ружья, который отличается от других известных УСМ. Это внутрикурковый механизм с двумя спусковыми крючками, смонтированный на отдельном основании, обеспечивающий плавный спуск. Для предотвращения случайных выстрелов в конструкции предусмотрены интерсепторы (перехватыватели курков) и неавтоматический предохранитель, запирающий шептала. Курки выполнены отдельно от бойков. Передний спусковой крючок предназначен для осуществления стрельбы из нижнего ствола, а задний — для стрельбы из верхнего ствола. Позже фиксирующую кнопку предохранителя убрали из конструкции.
Передний спусковой крючок сблокирован с механизмом отделения стволов от ствольной коробки. Взведение курков и рабочее поджатие боевых пружин (в том числе поджатие пружин эжектора у модели ТОЗ-34Е) осуществляется при открывании стволов. На верхней поверхности ствольной коробки (хвостовике) есть стержневые указатели взведения курков. Предохранитель с кнопочным приводом запирает одновременно и шептала, и спусковые крючки, что вместе с интерсепторами повышает безопасность использования ружья. Конструкция боевых пружин, характерная для ударно-спусковых механизмов типа «Блиц», предполагает работу пружин в напряжённом режиме, в связи с чем к качеству изготовления и закалки проволоки предъявляются высокие требования. Пружины часто «садятся», хотя случаи поломки фиксируются реже. Для замены лопнувшей пружины обычно необходимы пассатижи и отвёртка. Для продления срока службы боевых пружин опытные охотники рекомендуют при каждой возможности спускать в ружьё курки.
Что касается живучести ружья, то у производителей она составляла не менее 12 тысяч выстрелов при том, что европейский стандарт живучести охотничьего ружья составлял всего 5 тысяч выстрелов. Некоторые охотники утверждали, что ружьё ТОЗ-34 отлично работало и после 15 тысяч выстрелов, выдерживая температуры от −20 до +35°С.

### Дробь и пули
Ружьё рассчитано на применение бумажных, пластмассовых и металлических гильз, однако при использовании металлических гильз снижаются как кучность выстрела, так и равномерность осыпи. В ружьях с большими диаметрами каналов стволов (например, в ружьях 12-го калибра) благодаря умеренному максимальному давлению и меньшему смятию дробин допускается возможность использования металлических гильз при снаряжении патронов, но в то же время в ружьях 12-го калибра при дульном сужении более 1 мм разрешается применять только согласованную картечь в контейнерах и подкалиберные пули. Ружья 20-го, 28-го и 32-го калибров позволяют использовать усиленные заряды и снаряды. Допускаемое среднее эксплуатационное давление — 663 кгс/см². Увеличенный диаметр канала стволов делает стрельбу из ружья патронами с металлической гильзой вполне удовлетворительной.
В один из вариантов снаряжения охотничьих патронов для ТОЗ-34, приводимый в выпуске журнала «Охота и охотничье хозяйство» за 1985 год (номер 6), входили бумажная гильза; капсюль «Жевело» обычный или неоржавляющий; 2,15 г пороха производства завода «Сокол» на один патрон; прокладка из плотного, но нежёсткого картона толщиной 1,5 мм; пробковая прокладка толщиной 1,5—2 мм; мягкие и упругие войлочные пыжи толщиной 8—9 мм (усилие при досылке пыжей на порох не превышает 8—9 кг); картонная прокладка толщиной 0,5—1 мм на пороховые пыжи (под дробь). Для номеров дроби 0, 1, 3, 5 и 6 отвешивалось 33 г дроби, для номеров 7 и 8 — 32 г дроби, а запас пороха — 2 г. Дробь засыпалась в бумажную «рубашку», изготовленную из молочного пакета, вязкую и пропарафиненную (полоски размером 57 на 19 мм). Пропарафиненная сторона ставилась к стенкам гильзы, завальцовка производилась закруткой. По данным на 1984 год, для ружей 28-го калибра не был налажен выпуск готовых дробовых патронов, поэтому охотники использовали дробовые патроны домашнего снаряжения с металлической гильзой в соответствии с действовавшими тогда рекомендациями (вес дробового заряда 20 г, вес порохового заряда от 1,1 до 1,2 г).

### Выбрасывание гильз
В стандартной модели ТОЗ-34 гильзы извлекаются экстрактором. Гильзы и патроны выдвигаются из патронников одновременно из обеих стволов посредством единого выталкивателя в процессе открывания стволов. В модели ТОЗ-34Е для извлечения стреляных гильз используется эжекторный механизм селекторного типа, который ускоряет перезарядку оружия. С помощью специальной кнопки селектора этот механизм позволяет выбрать один из вариантов работы эжектора: отключает действие эжекторов на оба ствола; включает эжектор верхнего ствола; включает эжектор нижнего ствола; включает сразу оба эжектора (этот вариант является стандартным). Когда ружьё закрыто, эжекторы имеют минимальное поджатие пружин и нагнетаются только после выстрелов (при открывании стволов), что обеспечивает надёжную и долголетнюю работу эжекторов.
Конструкция эжекторного механизма и перехватывателя курков была разработана Н. И. Коровяковым, создателем ружья ТОЗ-34. Подробная схема эжекторного механизма была представлена В. Головкиным в 1975 году в журнале «Охота и охотничье хозяйство» (номер 12). Масса механизма составляла всего 3,4 г. Переключатель состоял из шести деталей — головки переключателя, шайбы (изготавливались из нержавеющей стали), пружины-фиксатора (могла быть взята из старого большого будильника), основания переключателя (мог изготавливаться из крышки корпуса старых наручных часов), крепёжной гайки (типа М3, обработанная до предела по диаметру и высоте) и прокладочной шайбы. Головка винта выступала на 3 мм над поверхностью цевья.

## Неполная разборка

### Процедура разборки
Процедура неполной разборки ТОЗ-34 подробно описана в паспорте охотничьего ружья и представлена Э. Штейнгольдом в журнале «Охота и охотничье хозяйство» (номер 1 за 1972 год). Де-факто ружьё ТОЗ-34 разбирается на две части, но, согласно паспорту ружья, в его состав входят всего 75 деталей. Разборка ружья имеет специфические особенности, присущие исключительно этой модели, поскольку механизм отделения стволов от ствольной коробки сблокирован с передним спусковым крючком. Согласно анализу требований к ружьям ТОЗ-34, предъявленному потребителями Тульскому оружейному заводу в январе 1975 года, более 85 % возвращённых заводу ружей были выведены из строя из-за несоблюдения правил обращения с ружьем, особенно правил отделения стволов от ствольной коробки.
Разборка ружья начинается с открытия стволов. Для этого необходимо охватить правой рукой шейку ложи, как при стрельбе, и надавить на передний и задний спусковые крючки указательным и средним пальцами соответственно, а большим пальцем этой же руки подать вперёд кнопку предохранительного механизма и плавно закрыть стволы. Таким образом, будут спущены курки. Далее концы стволов необходимо упереть под небольшим углом к поверхности стола, стула или подоконника, надавить до предела на передний спусковой крючок и, не отпуская его и не ослабляя нажим, одновременно левой рукой отвести до отказа рычаг запирающего механизма. Переднюю часть ствольной коробки необходимо плавно поднять так, чтобы между ней и стволами образовался излом, как при обычном открывании ружья, а передние концы стволов при этом должны оставаться подпёртыми о стол. Во избежание преждевременного поворота стволов в ствольной коробке под действием их веса сами стволы должны либо быть направлены строго вертикально вниз при разборке, либо опираться на что-нибудь в дульной части при расположении под каким-то углом.
При нажатом переднем спуске рамка запирания упора сдвигается в заднее положение на большее расстояние, чем при обычном открывании ружья. При сдвигании рамки запирания упора её скосы упираются в выступы рычагов взведения, поворачивают их вокруг оси, выводят передние концы рычагов взведения из зацепления со скосами муфты и прижимают их к перемычке коробки, обеспечивая отделение стволов. Казённая часть стволов тем временем будет выходить из ствольной коробки: при сохранении нажима на рычаг запирающего механизма взводители курков окажутся в нейтральном положении, их зацепы выйдут из фигурных выемок ствольной муфты, и стволы разъединятся со ствольной коробкой. Как только будет обнаружен большой излом между казённой частью стволов и ствольной коробкой, отпускается рычаг запирающего механизма, а левая рука переносится на стволы: вращая их относительно ствольной коробки, необходимо вывести секторные выступы ствольной муфты из секторных пазов ствольной коробки.
Процедура сборки деталей ружья осуществляется в обратном порядке. При этом в ходе сборки нужно сначала нажать на верхний ключ, доведя его до отказа, и только затем присоединять стволы. Несоблюдение правил сборки (особенно при отделении стволов от колодки) может привести к тому, что ружьё выйдет из строя.

### Изменения в алгоритме разборки
В 1975 году главный конструктор Тульского оружейного завода Владимир Парамонов сообщил журналу «Охота и охотничье хозяйство», что для облегчения процесса неполной разборки на выпускаемых ружьях типа ТОЗ-34 и ТОЗ-34Е заводом будет ставиться красная точка на хвостовике коробки, которая при отводе рычага запирания определит момент начала поворота стволов при их отделении от ствольной коробки. В 1979 году в том же журнале В. Захаров сообщил, что заводом был выпущен новый вариант ТОЗ-34 с флажковым устройством на правой стороне коробки, облегчавшим разборку ружья. В новом варианте ружья после плавного спуска курков флажок поворачивался вниз до упора, рычаг запирания отводился вправо, и затем стволы отделялись от коробки. Флажок своей цилиндрической частью соседствовал с рычагами взведения и удерживал передние концы рычагов взведения в крайнем нижнем положении, выводя их из взаимодействия со скосами муфты. При соединении стволов с коробкой флажок автоматически занимал горизонтальное положение, освобождая рычаги взведения. Автоматический возврат флажка в горизонтальное положение осуществлялся за счёт Г-образного толкателя, размещённого в рамке запирания. В наименовании модернизированного ружья появилась буква «М», причём у ружей с такой маркировкой был заводской паз для установки кронштейна оптического прицела.

### Распространённые ошибки при разборке
Если взводители не выходили из фигурных выемок ствольной муфты, Э. Штейнгольд советовал вернуть стволы в ствольную коробку, продолжая нажимать на рычаг запирающего механизма и спусковые крючки, и слегка встряхнуть ружьё в вертикальной плоскости, чтобы взводители заняли правильное положение. После этого ружьё снова можно было раскрыть и повторить попытку отделения стволов. В случае, если при разнимании ружья ощущалась малейшая задержка, дальнейший поворот стволов на шарнире необходимо было прекратить, вернуть в стволы первоначальное положение (закрыть ружья) и повторить разборку снова. При процедуре разборки ружья рычаг запирающего запирающего механизма и передний спусковой крючок должны были быть выжаты до отказа (сначала спусковой крючок, затем рычаг запирающего механизма). Это давление должно было сохраняться до образования казённой частью со ствольной коробкой острого угла — значительно большего, чем при раскрытии ружья в момент его перезарядки. Применение силы при отделении стволов от ствольной коробки считалось недопустимым, поскольку в таком случае могли быть помяты рычаги-взводители, и ружьё пришлось бы отдавать для обследования и ремонта специалисту-оружейнику. При недоводе рычага запирания в крайнее правое положение замка запирания представлялось невозможным полностью вывести передние концы рычагов взведения из зацепления со скосами муфты. Это могло привести к тому, что во время открывания стволов рычаги могли быть не только погнуты, но и вовсе сломаны.
В выпуске журнала «Охота и охотничье хозяйство» за 2006 год (номер 2) И. Алёхин писал, что при разборке ружья с флажковым устройством необходимо различать и понимать два момента. В ситуации, когда флажок не повёрнут вниз и находился в верхнем положении, при разборке ощущалось легко преодолимое сопротивление: оно вызывалось тем, что курки взводились задними концами взводителей, которым флажок не мешал вращаться на своих осях. Если же флажок был не полностью повёрнут вниз, то он гранями своей оси не выводил передние концы взводителей из пазов ствольной муфты и не давал им подняться, чтобы задние концы могли взвести курки. Существовал риск того, что передние концы взводителей, зажатые выступами муфты с одной стороны и гранями оси флажка с другой стороны, могут быть погнуты при процедуре разборки. Со слов Алёхина, работающие на излом при неправильной разборке взводители могли деформировать грани флажка, которые в таком случае не могли опустить даже нормальные по форме взводители до нужного уровня. Подобную поломку он называл наиболее распространённой в конструкции ТОЗ-34 с флажковым устройством: около 90 % поломок в ружье имели именно такую природу.
Исправить эту поломку Алёхин считал возможным путём замены флажка или применения электросварки (с помощью электрода 2—2,5 мм сварщик мог наварить металл на грани оси флажка): в последнем случае после сварки необходимо было несколько раз установить флажок на место и определить величину поворота и опускания взводителей, чтобы определить, какую часть «лишнего металла» необходимо убрать сначала на точиле, а затем надфилем. При электросварке и надпиливании граней необходимо соблюдать крайнюю осторожность, иначе либо флажок не будет чётко зафиксирован, либо взводитель не будет достаточно опускаться для вывода из пазов ствольной муфты. Если погнутым оказывался взводитель, то его можно было выровнять молотком на ровной механической поверхности (на наковальне). Наваренный на флажок металл был мягким, если его не закаливать, но его прочности обычно хватало для эксплуатации в ружье, поскольку грани флажка не испытывали никакой нагрузки, поворачивая свободно висящие на осях взводители только при разборке ружья.

## Варианты

### Модификации ружья
Выпускались следующие модификации и варианты данного ружья:
- ТОЗ-34 — базовый вариант с экстрактором[8][23]. Ружьё 12-го калибра применяется на всех охотах по птице и зверю[22] с использованием дробовых патронов. При дульных сужениях более 1 мм используется только согласованная картечь в контейнере, при охоте на крупных животных — подкалиберные пули[32].
- ТОЗ-34Р — вариант с резиновым затыльником приклада[7][2][35][23].
- ТОЗ-34Е — вариант с эжекторным механизмом[35][23] селекторного типа[47][11] (иногда с резиновым затыльником вместо металлического)[18]. Предназначено для промысловой и любительской охоты во всех климатических зонах (кроме районов с влажным тропическим климатом)[18]. Ружьё 12-го калибра, масса достигает 3,2 кг[18].
- ТОЗ-34ЕР — вариант с резиновым затыльником приклада[7] и эжектором[8][35][23].
- ТОЗ-34-5,6/20 и ТОЗ-34-5,6/28[22] — промысловые комбинированные двуствольные ружья для отстрела мелкого пушного зверя[22], спроектированные в 1980 году[55]. Классифицируются как пуледробовые, по конструкции от ТОЗ-34 отличаются только блоком стволов[56]. Длина стволов 500 мм, верхний ствол в обоих вариантах — нарезной калибра 5,6 мм под патрон кольцевого воспламенения .22 Long Rifle, нижний ствол — гладкий 20-го или 28-го калибра соответственно (сужение гладкого ствола 0,5 мм для 20-го калибра, 0,3 мм для 28-го калибра)[32][57]. Каждое ружьё могло комплектоваться оптическим прицелом ПО-2,5х20 или ПО-1. Масса каждого ружья без оптического прицела находится в пределе 2,5—2,6 кг[55][32][58]. Прицельная стрельба с открытым прицелом ведётся на дистанции до 50 м, с оптическим прицелом — до 100 м[58].
- ТОЗ-55 «Зубр» — штуцер с блоком сменных стволов[11]. Выпускался в трёх вариантах: два гладких ствола 12-го калибра, два 9-мм нарезных ствола под патрон 9 × 53 мм R, комбинированный вариант (один нарезной 9-мм ствол, один гладкий 12-го калибра)[59]. Мог комплектоваться 5 парами стволов[3]. Первоначально выпускался под патрон 9,27 × 74 мм, затем стал выходить под патрон 9 × 53 мм R[46]. Используется для отстрела лося, крупного кабана, медведя или оленя[32]. Дополнительно комплектуется оптическим прицелом типа ТО-6ПМ или ПО4х34. Делается только в штучном исполнении[60].
- ТОЗ-34-1 — одноствольное ружьё 12-го калибра, созданное в 1995 году на основе конструкции и с использованием деталей ТОЗ-34. Масса ружья без вкладного ствола — 2,6 кг, с вкладным стволом — 3 кг. Длина ствола 711 мм, длина патронника 70 мм. Обладает отъёмным цевьём[61].
- ТОЗ-134-20 — двуствольное облегчённое ружьё 20-го калибра с парой вертикально расположенных стволов, разработанное на основе модели ТОЗ-34[62].

### Художественное оформление
На ствольной муфте ружей всегда указывается основная техническая информация: модель ружья, серийный номер, серия, градация, калибр, длина патронников, сужения, допустимое давление и год выпуска. Перед номером ружья (или после клейма модели), помимо букв серии, могли наноситься заглавные буквы, означавшие градацию (У, 2У, Ш, 3Ш, С, П). Градация расшифровывалась следующим образом:
- «У» — «улучшенное». С 1975 года использовалось обозначение «орнаментное», буква при этом не указывалась перед номером на улучшенных ТОЗ-34 образцов 1971 и 1972 годов. Особенности — хромированные ствольные коробки с сюжетной гравировкой и соответствующими отметками в паспорте.
- «2У» — «орнаментное-2». Чаще обозначение встречалось среди ружей начала 1990-х годов, выпущенных до распада СССР. Особенности — орнамент на деревянных деталях и цевья из серебряного контура и чёрного наполнения.
- «Ш» — «штучное». Разные варианты исполнения, не были особой редкостью, но пользовались особой популярностью у советских и российских охотников.
- «3Ш» — «штучное», обозначение применялось в самом начале 1990-х годов (как и «орнаментное‑2»), исполнение схожее.
- «С» — «сувенирное». Отличались более богатым украшением.
- «П» — «подарочное». Наиболее высокая, редкая и дорогая градация. Ружья выпускались исключительно малыми сериями, в 1970-х и 1980-х годах небольшими партиями были выпущены в пяти вариантах отделки как наиболее качественные.

В зависимости от типа исполнения на наружные поверхности металлических деталей наносились разные элементы. У ружей рядового исполнения наносился плоскостной орнамент, у ружей орнаментного исполнения — орнаментная гравировка. У ружей штучного и сувенирного исполнения на поверхностях была высокохудожественная гравировка и чеканка, но у ружей сувенирного исполнения она наносилась на большей площади.

### Подарочные варианты
В 1980-е годы Тульский оружейный завод приступил к мелкосерийному производству подарочных ружей ТОЗ-34Е в пяти вариантах, которые отличались высоким качеством исполнения и высокохудожественной отделкой. Ружьё в подобном исполнении могло комплектоваться футляром из лучших сортов древесины и набором охотничьих ножей. В зависимости от варианта менялась стоимость выпускаемого ружья. Существовало пять вариантов художественного оформления:
- Пятый вариант. Сборка и отделка ружей в индивидуальном порядке. Ложу и цевье изготавливали из лучших сортов ореха, на наружных поверхностях металлических деталей наносилась рельефная художественная гравировка на охотничьи сюжеты. На ложах и цевьях, пропитанных олифой, производилась художественная инкрустация серебром и перламутром. На коробке сценки покрывали серебром (гальваническим методом), оксидировали и патинировали. Стоимость такого ружья составляла 1175 рублей[64][c].
- Четвёртый вариант. Более сложная гравировка и инкрустация по дереву по сравнению с пятым вариантом. Спусковые крючки, указатели взведения курков и мушка покрывались золотом (гальваническим методом). Ружья могли комплектоваться футлярами из кожезаменителя. Стоимость такого ружья составляла 1475 рублей, футляра — 128 рублей[64].
- Третий вариант. Стволы изготавливал высококвалифицированный мастер-ствольщик, сборку и отладку производил индивидуально слесарь-оружейник высокой квалификации. Ложу и цевье изготавливали из лучших сортов ореха с красивой текстурой, на них же производили художественную рельефную резьбу в сочетании с инкрустацией серебром и перламутром (работу выполнял мастер-резчик высокой квалификации). Деревянные части пропитывали натуральной олифой. На наружные поверхности металлических деталей наносили художественную гравировку. На боковых сторонах коробки и на нижней части стволов выполняли обронной гравировкой сцены на охотничью тематику. Вокруг сцен наносили орнамент выборным фоном, по контурам деталей и сцен всекали окантовку из серебряной проволоки. Боковые сцены, лоб коробки и рычаг запирания покрывали серебром (гальваническим методом), оксидировали и патинировали. Спусковые крючки, указатели взведения курков и мушку покрывали золотом (гальваническим способом). Стоимость такого ружья составляла 1725 рублей, с футляром из кожезаменителя — 1853 рублей[64].
- Второй вариант. Стволы изготавливал в индивидуальном порядке мастер-ствольщик высокой квалификации. Ложи и цевья — из лучших сортов ореха с особой текстурой и красивой расцветкой. Сборку и отладку ружей производили мастера-оружейники высшей квалификации[33]. На наружных поверхностях металлических деталей присутствовали художественная гравировка и сцены на охотничью тематику. По контурам деталей и сцен всекалась окантовка из золотой проволоки. Боковые сцены, лоб коробки, рычаг запирания покрывали серебром (гальваническим методом), оксидировали и патинировали. На ложе и цевье изображалась художественная рельефная резьба в сочетании с инкрустацией серебром и перламутром, деревянные детали пропитывались натуральной олифой. Спусковые крючки, указатели взведения курков и мушка были покрыты золотом гальваническим методом. Ружьё комплектовалось футляром из лучших сортов древесины: верхняя часть набиралась из разных пород древесины методом интарсии или маркетри (сцены на охотничьи сюжеты) и покрывалась полиэфирным лаком. Стоимость такого ружья составляла от 3150 до 3500 рублей, стоимость футляра — от 550 до 650 рублей, срок изготовления — полтора года[65].
- Первый вариант. Стволы изготавливал в индивидуальном порядке мастер-ствольщик высокой квалификации. Ложи и цевья — из лучших сортов ореха с особой текстурой и красивой расцветкой. Сборку и отладку ружей производили мастера-оружейники высшей квалификации[33]. Для художественного оформления применялись разные способы гравировки, всечка, насечка благородных металлов (золото, серебро). Золото, серебро и их сплавы в основном уходили на элементы орнамента, обрамление, надписи, изображение зверей, птиц и видов природы. Для оформления ложи и резьбы применялись плосковыемочная, углублённая, рельефная или комбинированная резьба, которая в большинстве случаев сочеталась с инкрустацией благородными металлами и перламутром. Все детали внутреннего механизма были покрыты золотом (гальваническим методом). Ружьё комплектовалось футляром из лучших сортов древесины. На футлярах могла выполняться объёмная резьба (виды природы, звери, птицы), сочетавшаяся с инкрустацией серебром и перламутром. Сцены набирались из разных пород древесины методом интарсии или маркетри в сочетании с резьбой, покрытой олифом (набор покрывался полиэфирным лаком). Футляры оформляли мастера высокого класса — резчики по дереву и краснодеревщики. Стоимость такого ружья составляла от 4500 до 5500 рублей, стоимость футляра — от 1700 до 2500 рублей, срок изготовления — два года[65].

### Сравнительные характеристики
| Название характеристики                 | 12 калибр                       | 20 калибр                     | 28 калибр                         | 32 калибр                     |
| --------------------------------------- | ------------------------------- | ----------------------------- | --------------------------------- | ----------------------------- |
| Масса ружья, кг                         | До 3,15—3,2                     | До 3,2                        | До 3,1                            | До 3,1                        |
| Длина стволов, мм                       | 700—720                         | 660—675                       | 660—675                           | 660—675                       |
| Усилие спуска курка нижнего ствола, кг  | 1,5—2,5                         | N/A                           | 1,5—2                             | 1,5—2                         |
| Усилие спуска курка верхнего ствола, кг | 1,5—2,5                         | N/A                           | 2—2,5                             | 2—2,5                         |
| Дульное сужение у нижнего ствола, мм    | 0,8—1 (1987 год) 0,6 (2002 год) | 0,5 (1987 год) 0,4 (2002 год) | 0,3—0,4 (1987 год) 0,4 (2002 год) | 0,3 (1987 год) 0,3 (2002 год) |
| Дульное сужение у верхнего ствола, мм   | 1,1—1,3 (1987 год) 1 (2002 год) | 1,0 (1987 год) 0,7 (2002 год) | 0,5—0,6 (1987 год) 0,6 (2002 год) | 0,5 (1987 год) 0,5 (2002 год) |
| Кучность боя для нижнего ствола, мм     | 50—55                           | N/A                           | 40                                | 40                            |
| Кучность боя для верхнего ствола, мм    | 60—65                           | N/A                           | 45                                | 45                            |

## Оценка оружия

### Оценка характеристик
Ружьё ТОЗ-34 было одним из наиболее популярных охотничьих ружей в СССР, поскольку охотиться с ружьём с вертикальным расположением стволов («вертикалкой») считалось крайне престижным. Уникальная конструкция ружья позволила значительно уменьшить такие его параметры по сравнению с ИЖ-27, как высота блока стволов и цевья, габариты и масса. По свидетельствам старых охотников, в 1970-е годы ТОЗ-34 по многим характеристикам превосходил любые ружья Ижевского механического завода, но стоил намного дороже. ТОЗ-34 стал самым массовым охотничьим ружьём в стране наряду с ИЖ-27, а также обрёл популярность и за пределами СССР. И. Алёхин в 2006 году в журнале «Охота и охотничье хозяйство» писал, что ТОЗ-34 обладает рядом неоспоримых достоинств, в том числе балансом, посадистостью, прикладистостью и кучностью боя. Именно эксплуатационные характеристики этого ружья позволили ему оставаться популярным в России, несмотря на активное распространение европейских и даже турецких ружей-«вертикалок». Тульский оружейный завод в дальнейшем неоднократно заявлял о намерении выпустить двуствольное ружьё «с традиционной разборкой», которое должно было прийти на замену ТОЗ-34, считавшемуся «морально устаревшим». Однако ни одно из выпущенных впоследствии ружей — ни ТОЗ-84, ни ТОЗ-91, ни ТОЗ-120 — не снискало такой же популярности среди охотников, как ТОЗ-34.
Отдача у ружей типа ИЖ была намного выше, чем у ТОЗ-34. В то же время ТОЗ-34 при выстреле может «лягаться» из-за малой массы оружия, и от этого порой не спасает даже резиновый затыльник, а стрелок в зимней одежде не испытывает дискомфорта при стрельбе. Хотя на более новых моделях ТОЗ-34 шейка и приклад были толще обычного, их прикладистость даже после таких изменений оставалась прежней. Тот же Алёхин утверждал, что осенью 2005 года с ружьём ТОЗ-34 завоевал бронзовую медаль на краевых соревнованиях по стрелково-охотничьему многоборью, несмотря на то, что его конкуренты выступали с более современными ружьями, начиная от МЦ-109. Принято считать, что ТОЗ-34 обладает лучшим боем, чем ИЖ-27: аргументами в пользу этого, по словам Юрия Максимова, могут быть сверловка стволов чоком или лучшая эргономика. Это ружьё демонстрирует выдающиеся характеристики при пулевой стрельбе, однако даже для опытного охотника попадание по кабану с дистанции 70—120 м является нечастым явлением. Выстрелы крупной дробью на дальние расстояния являются тоже достаточно редкими: по свидетельствам И. Алёхина за 2006 год, на одного добытого на дистанции 60—70 м зайца или гуся приходилось несколько подранков. С. Колмаков писал, что при охоте с лайкой на «северах» на глухаря, где нужен был кучный выстрел на предельной дистанции, бой ТОЗ-34 был оптимальным с учётом того, что близко подойти к глухарю было невозможно. Однако при охоте с легавыми возникали проблемы: при стрельбе накоротке ружьё било слишком кучно, с неравномерной осыпью. Баланс ружья был смещён вперёд с центром тяжести в 75 мм от казённого среза стволов, хотя для стрельбы навскидку оптимальным было смещение в 50—55 мм. Юрий Максимов в 2022 году считал неактуальным использование на охоте ТОЗ-34 малых калибров (20, 28 и 32), за исключением сельской местности.
В целом качество ТОЗ-34 советских выпусков не подвергалось сомнению. В то же время от охотников поступали предложения об улучшении внешнего вида и характеристик модели ТОЗ-34. Так, в 1985 году Г. Коновалов для ружья 12-го калибра предлагал повысить массу как минимум до 3,3 кг; поднять колодку на 3—4 мм и «утопить» в неё нижний ствол; изменить дизайн щитка колодки и казённого среза верхнего ствола по образцу МЦ 108-03; укомплектовать ружьё двумя блоками стволов длиной 750 мм с вентилируемой широкой прицельной планкой (первая пара — нижний ствол цилиндр и верхний получок 0,5 мм; вторая пара — нижний ствол чок 1 мм, верхний ствол чок 1,25 мм); начать изготавливать ложу и цевьё со щекой и с пистолетной шейкой, а также убрать холостой потяг у переднего спускового крючка и комплектовать ружья боевыми пружинами, подогнанными на заводе к правому и левому куркам. В 2006 году И. Алёхин высказывал мнение, что в конструкцию ТОЗ-34 в теории возможно было бы включить односпусковой механизм: подобное ружьё при условии качественного изготовления заводом-производителем почти не имело бы конкурентов на российском рынке. В настоящее время на российском вторичном рынке в продаже находятся немало ТОЗ-34 в хорошем состоянии, которые ремонтопригодны в домашних условиях.
В 1990 году в журнале «Охота и охотничье хозяйство» были опубликованы результаты испытания пули «Кировчанка», проведённые читателем В. Щегловым. Он провёл учебные стрельбы пулевыми патронами с доработанной автором «Кировчанкой» (в патрон входили, помимо пули, полиэтиленовая или бумажная гильза 12-го калибра, капсюль «Жевело» и порох «Сокол» массой от 2,3 до 2,5 г). Стрельба велась из ружей разных моделей — ТОЗ-34, ТОЗ-54, МЦ-9, ИЖ-27, МЦ21-12 и ИЖ-58. Все ружья показали хорошие стрельбы на дистанции 50 и 75 м (пробоины не выходили из круга диаметром 5—10 см), но лучшие результаты показали именно ТОЗ-54 и МЦ-9.

### Вопросы о надёжности
В то же время надёжность этой «вертикалки» иногда ставилась под сомнение. По словам Юрия Максимова, хотя отдельные элементы ружья удивляли неординарностью и смелостью технических решений, инновационные конструктивные узлы при этом сочетались с «типично тульскими несуразными элементами» и обычным заводским браком. Ветераны оружейного дела утверждали, что Тульскому оружейному заводу в 1960-е годы не хватало уровня точности производства и квалификации рабочих, в связи с чем ТОЗ-34 так и не смогло стать действительно массовым ружьём. Максимов полагал, что свои роли в этой проблеме, как и в снижении качества выпускаемой заводом продукции, сыграли и гособоронзаказ, не предусматривавший выпуска такого большого количества ружей; и недостаточно высокий уровень конструкторов, которые концентрировались на своих разработках, не уделяя пристального внимания проектам коллег на заводе; и постепенный отъезд высококвалифицированных слесарей из Тулы в Москву.
Комментируя характерные для ружья поломки, возникающие в процессе его разборки и сборки, И. Алёхин утверждал, что все основные шаги и процесс разборки были исчерпывающе описаны в паспорте ружья, а большинство поломок возникали из-за обычной невнимательности и нежелания охотников подробно изучить паспорт. Из-за этого непонимания рождались слухи о слабости конструкции и общей ненадёжности ТОЗ-34. Алёхин отмечал, что ТОЗ-34 часто расшатывались и разламывались из-за использования охотниками слишком сильных зарядов, в том числе и с марками бездымного пороха, несовместимого с данным оружием. В частности, если охотник использовал бездымный порох марки «Сунар», то при выстреле у ружей типов ТОЗ-34 и ИЖ-27 могло даже оторвать ствол. Более подходящим для ТОЗ-34 считался порох марки «Сокол» (2,1 г пороха и 32 г дроби на осенне-зимних охотах). Говоря об обслуживании деревянных частей ружья, он призывал не использовать минеральные масла для смазывания ложи, чтобы не разрушить структуру дерева: даже в ходе ремонта ложи промасленное дерево не поддавалось ни склеиванию, ни обезжириванию. Срок службы приклада можно было продлить, стянув продольную трещину на шейке двумя шайбами с боков. Диаметр такой шайбы составляет 15—20 мм, толщина — 4 мм, в шайбе должно быть отверстие 5 мм с резьбой М5, под которую подбирается стяжной винт, прячущийся головкой в потай на одной шайбе щёчке и ввинчивающийся в другую. Шайбы стяжки изготавливаются из латуни, бронзы или нержавеющей стали, но их можно выточить и из обычной конструкционной стали и заворонить.
Юрий Максимов отмечал слабость приклада в месте сочленения с колодкой: у ружей ТОЗ-34 от стрельбы образовывались продольные трещины в шейке, и хвостовик колодки мог в итоге расколоть дерево приклада. Во избежание подобного он предлагал применять склейку и поперечную стяжку деревянным или металлическим нагелем, а на новых прикладах — штифтовать шейку зубочистками на суперклей. Этот недостаток отмечался на моделях ТОЗ-34 разных лет, но за всё время их выпуска он так и не был исправлен. Для обслуживания ружья после просушки деревянная часть, согласно замечаниям И. Алёхина, может быть обработана специальным средством — от воска, растворённого в бензине Б-70, до подсолнечного масла или мастик (в том числе восковых мастик для паркетных полов). Для обработки торцов деревянных деталей, которыми они сопрягаются с металлическими частями, в межсезонье возможно использовать натуральную олифу.

## Юридический статус
В настоящее время ружьё ТОЗ-34 относится к гражданскому или индивидуальному оружию законодательством таких стран, как Российская Федерация и Республика Молдова. В то же время в 1990-е годы из-за осложнения процедуры получения разрешения на владение многие охотники-промысловики лишились возможности быстро и без особых усилий приобретать, регистрировать и перерегистрировать ружья, а значительное количество охотничьих ружей оказалось в руках браконьеров и представителей криминальных структур.

## Ружьё в культуре
В числе экспонатов Тульского государственного музея оружия находятся экземпляры ТОЗ-34 и полный комплект образцов ТОЗ-34Е. По случаю 50-летия Советской власти и 50-летия Ленинского комсомола были изготовлены специальные экземпляры ТОЗ-34, в отделке которых были воспроизведены основные эпизоды Октябрьской революции и участия в ней оружейников, а также основные этапы становления Ленинского комсомола. Все эти экземпляры гравировал советский художник-гравёр Иван Щербино. Им же был создан эскиз художественного оформления охотничьего ружья ТОЗ-34, приуроченного к 100-летию со дня рождения В. И. Ленина и представлявшего собой плоскую гравировку портрета Ленина с подбором фона.
Ружьё ТОЗ-34 встречается в играх S.T.A.L.K.E.R.: Чистое небо и S.T.A.L.K.E.R.: Зов Припяти, а также неоднократно демонстрировалось в разных художественных фильмах и телесериалах.

## Комментарии
1. ↑  По словам Владимира Парамонова, государственный знак качества был присвоен в 1971 году[10].
2. ↑  Данные цифры приведены для 12-го калибра и больше; для 16-го калибра они составляют 694 кгс/см², для 20-го калибра и меньше — 734 кгс/см²[14].
3. ↑  Приводимые цены на все пять вариантов подарочных ружей указываются по состоянию на 1984 год[33].
4. ↑  Первая цифра — для ружья с пластмассовым затыльником, вторая — для ружья с резиновым амортизатором[46][7].
5. ↑  В паспорте и некоторых других источниках точно указывалась длина 711 мм[49][7].
6. 1 2  В паспорте охотничьего оружия не конкретизируется курок ствола[7].
7. 1 2  Первая цифра указана для ружей рядового исполнения при стрельбе по мишени диаметром 750 мм на дальность 35 м, вторая — для ружей штучного или сувенирного исполнения[7].